# Ледков, Василий Николаевич
Василий Николаевич Ледков (16 декабря 1933 — 7 марта 2002) — ненецкий поэт, прозаик и переводчик.
Родился в семье оленевода в декабре 1933 года (по другим данным — в 1935 году). С 1942 года учился в школе посёлка Чёрная, а потом в посёлке Варандей. Несколько раз убегал из школы, поэтому окончил семилетку лишь в 1951 году. В том же году был направлен в Ленинград на трёхгодичные подготовительные курсы. В 1959 году окончил филологический факультет педагогического института им. А. И. Герцена. После окончания учёбы вернулся в Ненецкий национальный округ, где работал учителем, а затем литсотрудником и ответственным секретарём окружной газеты «Няръяна вындер». В то же время начал писать стихи, которые публиковались в газетах «Няръяна вындер» и «Правда Севера», а также в альманахе «Литературный Север», журналах «Звезда», «Огонёк», «Сибирские огни». В 1960 году отдельным изданием вышел его первый сборник стихотворений «Детям моего стойбища». Годом позже в соавторстве с земляком Алексеем Пичковым издал сборник стихов «Далеко Сэрне моя живёт». В 1962 году стал членом Союза писателей.
В 1962—1965 годах был слушателем Высших литературных курсов Союза писателей СССР при Литературном институте им. А. М. Горького (Москва). За это время он написал повести «Синева в аркане» (автобиографическая), «Метели ложатся у ног» (о становлении колхоза в тундре). В 1967 году был избран заместителем ответственного секретаря Архангельской областной писательской организации. В этот период издаются его поэтические сборники «Быстроногий олененок», «Ивовое море», «Солнце сна лишилось», «Снежная держава», «Песня — мой парус», «Голубая стрела», «Штрихи», «Снег растает» и другие.
В. Н. Ледков — автор романов «Месяц малой темноты», «Люди Большой Медведицы». Он перевёл на ненецкий язык многие произведения русских писателей. В свою очередь, произведения Ледкова переведены на ряд языков народов мира. Его книга «Белая держава» в 2000 году получила Всероссийскую литературную премию имени Фёдора Абрамова. Последний труд Ледкова — перевод на ненецкий язык финно-угорского эпоса «Калевала». 
Последние годы жизни провел в городе Архангельске, член землячества «Тосавэй». Похоронен в городе Архангельске.

## Память
Имя Василия Ледкова присвоено улице в Нарьян-Маре. 